# 2048 (Computerspiel)
2048 ist ein freies Computerspiel, das von einem einzelnen Spieler im Webbrowser und auf Mobilgeräten gespielt werden kann. Es wurde im März 2014 von dem 19-jährigen italienischen Web-Entwickler Gabriele Cirulli erstellt. Ziel des Spiels ist das Erstellen einer Kachel mit der Zahl 2048 durch das Verschieben und Kombinieren anderer Kacheln.

## Spielprinzip
2048 wird auf einem Spielfeld mit 4×4 Kästchen gespielt, auf dem sich Kacheln befinden, die mit Zweierpotenzen (von {\displaystyle 2^{1}} bis {\displaystyle 2^{17}}) beschriftet sind.
Am Anfang befinden sich auf dem Spielfeld zwei zufällige Kacheln, die jeweils eine 2 oder eine 4 tragen. Mit den Pfeiltasten (oben, unten, rechts, links) bewegt der Spieler die Kacheln auf dem Spielfeld, wobei sich bei jedem Zug alle Kacheln so weit wie möglich bewegen, als ob sie auf dem in die jeweilige Richtung gekippten Spielfeld rutschen würden. Stoßen dabei zwei Kacheln mit der gleichen Zahl aneinander, verschmelzen sie zu einer Kachel mit der Summe der beiden Kacheln. Zusätzlich entsteht mit jedem Zug in einem leeren Feld eine zufällige Kachel mit einer 2 oder 4. Die Wahrscheinlichkeit, dass eine zufällige Kachel den Wert 4 erhält, liegt bei 10 %.
Das Ziel des Spiels ist das Bilden einer Kachel mit der Zahl 2048. Dann hat der Spieler das Spiel gewonnen, kann allerdings auch noch weiter spielen. Das Spiel endet, wenn alle Felder mit Kacheln belegt sind und der Spieler keinen Zug mehr machen kann.
Zusätzlich gibt es eine Punktzahl, die bei Spielbeginn bei Null startet und bei jeder Kollision um den Wert der Zahl der kollidierenden Kacheln erhöht wird. Sie wird dem Spieler zusammen mit dessen Höchstpunktzahl angezeigt. Die im 4×4-Kästchen höchste denkbare Kachel hat den Wert 131.072, entsprechend beträgt die höchste denkbare Punktzahl 3.932.100 – es ist jedoch nicht bewiesen oder belegt, dass diese Werte praktisch erreichbar sind bzw. je erreicht wurden.

## Spielidee
Gabriele Cirulli räumte auf seiner GitHub-Seite ein, dass die Idee für das Spiel von Jason Saxon stamme, der das Spiel 1024 veröffentlichte. Das Spiel 1024 wiederum basiert auf dem im Januar 2014 veröffentlichten Spiel Threes, welches nicht mit Zweierpotenzen arbeitet, sondern durch 3 teilbare Zahlen verwendet.

## Rezeption
2048 wurde für verschiedene Plattformen umgesetzt, etwa Mobilbetriebssysteme wie Android, iOS, Windows Phone und Ubuntu Phone oder auf dem Nintendo 3DS. Dabei entstanden die unterschiedlichsten Varianten, wie etwa das Spiel Flappy 2048, bei welchem die Spiele Flappy Bird und 2048 als Inspiration dienten. Weitere Varianten sind z. B. 2048 Plus, bei dem die Spielfeldgröße einstellbar ist, Numberwang 2048, welches an die fiktionale Serie Numberwang aus That Mitchell and Webb Look angelehnt ist, und die Version 2048 Hexagons, bei der die Quadratform der Kästchen durch eine Hexagonform ausgetauscht wurde.
Das Spiel wurde im Erscheinungsjahr 2014 zahlreich in den Medien aufgegriffen. NDTV Gadgets bezeichnete es als „neuesten Anwärter für das am meisten abhängig-machende Spiel seitdem Flappy Bird davongeflogen ist“. Mobiflip nannte es „ein Spiel mit Suchtfaktor“. Nach einigen Monaten ließ das Interesse an dem Spiel deutlich nach.